# Engens plantesamfund
Engens plantesamfund opstår typisk på steder, hvor man har opretholdt den klassiske dyrkningsform med høslæt ved Sankthans kombineret med eftergræsning for kreaturer resten af sæsonen. Begge dele bidrager til en sortering, som fremmer de sent blomstrende arter, der tåler bid, eller som bliver undgået af dyrene på grund af skarp eller bitter smag.
Hvis man undlader bare det ene af indgrebene vil plantesamfundet straks ændre sig, og det vil blive domineret af færre, men mere kraftigt voksende arter. Hvis man helt ophører med landbrugsmæssig drift på engen, indledes en succession, der fører tilbage til sumpskov med Rød-El og Almindelig Ask som de dominerende arter. Dette sker over en 25-30 årig periode.
Listen nedenfor rummer et udvalg af arter, som er fundet i enge med vedvarende fugtighed og et højt mineralindhold. Der er flere arter, men de er ukrudtsagtige, og derfor er de udeladt her.

## Vildstauder fra danske enge
- Aften-pragtstjerne
- Almindelig agermåne
- Almindelig benved
- Almindelig fredløs
- Almindelig hjertegræs
- Almindelig kamgræs
- Almindelig kattehale
- Almindelig lægestokrose
- Almindelig mjødurt
- Almindelig skjolddrager
- Almindelig tusindfryd
- Bakke-nellike
- Betonie
- Blæresmælde
- Blågrøn star
- Blåtop
- Bredbladet klokke
- Bukkeblad
- Dag-pragtstjerne
- Dansk astragel
- Djævelsbid
- Døvnælde
- Eng-kabbeleje
- Eng-karse
- Eng-nellikerod
- Eng-rapgræs
- Eng-rottehale
- Eng-rævehale
- Eng-svingel
- Eng-øjentrøst
- Engblomme
- Fløjlsgræs
- Gederams
- Gul fladbælg
- Gul frøstjerne
- Gul iris
- Gul star
- Gulgrøn løvefod
- Gærde-snerle
- Gåse-potentil
- Hamp-hjortetrøst
- Hunde-viol
- Hvid okseøje
- Jakobsstige (Polemonium)
- Kantet kohvede
- Klokke-ensian
- Knæbøjet rævehale
- Kragefod
- Krans-konval
- Kryb-hvene
- Krybende læbeløs
- Kær-storkenæb
- Kær-tidsel
- Langbladet ranunkel
- Lyse-siv
- Manna-sødgræs
- Mark-tusindgylden
- Muse-vikke
- Mørk kongelys
- Nyse-røllike
- Nælde-klokke
- Nøgleblomstret klokke
- Pengebladet fredløs
- Pile-alant
- Plettet gøgeurt
- Rank viol
- Ræve-star
- Rørgræs
- Salep-gøgeurt
- Skov-jordbær
- Skov-rørhvene
- Skov-storkenæb
- Spyd-pil
- Stinkende krageklo
- Stor fladstjerne
- Stor pimpinelle
- Stor skjaller
- Strand-kvan
- Sump-forglemmigej
- Sump-hullæbe
- Svensk hønsebær
- Sværtevæld
- Tormentil
- Trævlekrone
- Tvebo baldrian
- Tveskægget ærenpris
- Vand-mynte
- Vild løg
- Vrietorn